# La Voix des Femmes
La Voix des Femmes (en español: La Voz de las Mujeres) fue un periódico feminista editado en París y posteriormente fue también el nombre de una organización dedicada a la educación y a la emancipación de la mujer.
Fue creado el 20 de marzo de 1848 por Eugénie Niboyet, tras la abdicación del rey Luis Felipe I de Francia y del inicio de la Segunda República. El 20 de junio de 1848 se publicó el número 46, último ejemplar de la primera etapa. 
Tras su éxito creciente, La Voix des Femmes se convirtió también en una asociación, frecuentada sobre todo por Jeanne Deroin, Pauline Roland, Eugénie Niboyet y Désirée Gay. Sus miembros no cuestionaban el papel maternal de la mujer en el círculo familiar pero promovían la necesidad de su seguridad financiera y salarial, su educación, su derecho a la propiedad y el derecho al voto para éstas. La llegada de Napoleón III en 1852 pone fin a esta experiencia feminista.
El 31 de octubre de 1917, Colette Reynaud y Louise Bodin refundaron La Voix des Femmes, revista semanal socialista feminista y pacifista.